# Großbodungen
Großbodungen là một đô thị thuộc huyện Eichsfeld nước Đức. Đô thị này có diện tích 15,54 km², dân số thời điểm 31 tháng 12 năm 2006 là 1464 người.